# Associazione Calcio Spezia 1987-1988
Questa pagina raccoglie le informazioni riguardanti l 'Associazione Calcio Spezia nelle competizioni ufficiali della stagione 1987-1988.

## Stagione
Nella stagione 1987-1988 lo Spezia disputa il girone A del campionato di Serie C1, raccoglie 39 punti ed ottiene il sesto posto in graduatoria. Rispetto alla scorsa stagione la squadra spezzina non viene stravolta, si vedono la mano, il cuore e la saggezza di Mister Sergio Carpanesi, lo spezia gioca un calcio spumeggiante e totale, sono undici i giocatori bianconeri ad andare in goal, e la squadra vola al vertice della classifica, chiudendo in testa da sola il girone di andata con 23 punti, laureandosi campione d'inverno. Il girone di ritorno non è altrettanto positivo, sfortuna ed inesperienza fanno la loro parte, si accantona il sogno della Serie B, dove salgono Ancona e Monza, gli aquilotti chiudono al sesto posto, appaiati alla Spal. Serve uno spareggio per accedere alla Coppa Italia maggiore, a Prato un gol di Andrea Stabile regala ai tifosi spezzini questo gradito premio, fiore all'occhiello di una bella stagione.
Nella Coppa Italia di Serie C dopo tante stagioni, finalmente lo Spezia riesce a superare il primo turno, vincendo il girone H di qualificazione, poi viene estromessa dal torneo, nel doppio derby con il Livorno. In questi gironi si compiono esperimenti, la vittoria assegna 3 punti, il pareggio porta ai calci di rigore e assegna 2 punti a chi vince ed 1 a chi perde.

## Rosa
| N. |                   | Ruolo | Calciatore        |
| -- | ----------------- | ----- | ----------------- |
|    | Italia (bandiera) | D     | Alberto Boggio    |
|    | Italia (bandiera) | C     | Sergio Borgo      |
|    | Italia (bandiera) | D     | Mirco Brilli      |
|    | Italia (bandiera) | C     | Sergio Ferretti   |
|    | Italia (bandiera) | A     | Giuseppe Galluzzo |
|    | Italia (bandiera) | D     | Marco Guerra      |
|    | Italia (bandiera) | C     | Giuseppe Manarin  |
|    | Italia (bandiera) | C     | Domenico Moro     |
|    | Italia (bandiera) | A     | Leonardo Morucci  |

| N. |                   | Ruolo | Calciatore        |
| -- | ----------------- | ----- | ----------------- |
|    | Italia (bandiera) | D     | Nicola Peragine   |
|    | Italia (bandiera) | C     | Giuseppe Pillon   |
|    | Italia (bandiera) | P     | Maurizio Rollandi |
|    | Italia (bandiera) | D     | Francesco Siviero |
|    | Italia (bandiera) | C     | Luciano Spalletti |
|    | Italia (bandiera) | A     | Marco Spilli      |
|    | Italia (bandiera) | C     | Andrea Stabile    |
|    | Italia (bandiera) | A     | Andrea Telesio    |

## Risultati

### Campionato

#### Girone di andata
| Arbitro: | Telegrafo (Taranto) |

|                     |           |  |
| Ferretti 64’ (rig.) | Marcatori |  |

| Prato 27 settembre 1987 2ª giornata | Prato            | 0 – 0 | Spezia | Stadio Lungobisenzio\| Arbitro: \| Da Ros (Treviso) \| |
| Arbitro:                            | Da Ros (Treviso) |       |        |                                                        |

| Arbitro: | Arena (Ercolano) |

|                        |           |               |
| Telesio 35’ Brilli 53’ | Marcatori | 37’ Cinquetti |

| Arbitro: | Mazzalupi (Roma) |

|                     |           |              |
| Paradiso 80’ (rig.) | Marcatori | 61’ Galluzzo |

| La Spezia 18 ottobre 1987 5ª giornata | Spezia          | 0 – 0 | Derthona | Stadio Alberto Picco\| Arbitro: \| Boggi (Salerno) \| |
| Arbitro:                              | Boggi (Salerno) |       |          |                                                       |

| Arbitro: | Boemo (Cervignano del Friuli) |

|                                          |           |             |
| Furlan 29’ Orofino 84’ Manari 88’ (rig.) | Marcatori | 36’ Morucci |

| La Spezia 1º novembre 1987 7ª giornata | Spezia              | 0 – 0 | Trento | Stadio Alberto Picco\| Arbitro: \| Manfredini (Modena) \| |
| Arbitro:                               | Manfredini (Modena) |       |        |                                                           |

| Arbitro: | Stafoggia (Pesaro) |

|  |           |             |
|  | Marcatori | 47’ Telesio |

| Arbitro: | Rosica (Roma) |

|                        |           |            |
| Telesio 59’ Brilli 89’ | Marcatori | 68’ Auteri |

| Cento 22 novembre 1987 10ª giornata | Centese             | 0 – 0 | Spezia | Stadio Loris Bulgarelli\| Arbitro: \| Telegrafo (Taranto) \| |
| Arbitro:                            | Telegrafo (Taranto) |       |        |                                                              |

| Arbitro: | Frattin (Castelfranco Veneto) |

|                        |           |  |
| Guerra 58’ Telesio 76’ | Marcatori |  |

| Arbitro: | Fucci (Salerno) |

|                          |           |              |
| Cambiaghi 52’ Simone 57’ | Marcatori | 13’ Galluzzo |

| Arbitro: | Trentalange (Torino) |

|              |           |  |
| Galluzzo 71’ | Marcatori |  |

| Ancona 20 dicembre 1987 14ª giornata | Ancona                        | 0 – 0 | Spezia | Stadio Dorico\| Arbitro: \| Boemo (Cervignano del Friuli) \| |
| Arbitro:                             | Boemo (Cervignano del Friuli) |       |        |                                                              |

| Arbitro: | Monni (Sassari) |

|                        |           |  |
| Telesio 28’ Boggio 60’ | Marcatori |  |

| Arbitro: | Gargiulo (Napoli) |

|           |           |            |
| Borra 81’ | Marcatori | 80’ Guerra |

| Arbitro: | Cinciripini (Ascoli Piceno) |

|                           |           |           |
| Telesio 11’ Spalletti 13’ | Marcatori | 47’ Pizzi |

#### Girone di ritorno
| Arbitro: | Ceccarini (Livorno) |

|          |           |  |
| Neri 84’ | Marcatori |  |

| La Spezia 31 gennaio 1988 19ª giornata | Spezia                    | 0 – 0 | Prato | Stadio Alberto Picco\| Arbitro: \| Merlino (Torre del Greco) \| |
| Arbitro:                               | Merlino (Torre del Greco) |       |       |                                                                 |

| Arbitro: | Fucci (Salerno) |

|                |           |            |
| E. Roselli 33’ | Marcatori | 57’ Guerra |

| Arbitro: | Cafaro (Grosseto) |

|              |           |  |
| Ferretti 91’ | Marcatori |  |

| Tortona 28 febbraio 1988 22ª giornata | Derthona                      | 0 – 0 | Spezia | Stadio Fausto Coppi\| Arbitro: \| Boemo (Cervignano del Friuli) \| |
| Arbitro:                              | Boemo (Cervignano del Friuli) |       |        |                                                                    |

| Arbitro: | Copercini (Parma) |

|                     |           |  |
| Ferretti 88’ (rig.) | Marcatori |  |

| Arbitro: | Scaramuzza (Mestre) |

|                                                  |           |              |
| Signori 7’, 74’ D. Moro 14’ (aut.) Lucchetta 68’ | Marcatori | 60’ Peragine |

| Arbitro: | Rosica (Roma) |

|             |           |  |
| Morucci 38’ | Marcatori |  |

| Monza 2 aprile 1988 26ª giornata | Monza          | 0 – 0 | Spezia | Stadio Gino Alfonso Sada\| Arbitro: \| Piana (Modena) \| |
| Arbitro:                         | Piana (Modena) |       |        |                                                          |

| La Spezia 10 aprile 1988 27ª giornata | Spezia                    | 0 – 0 | Centese | Stadio Alberto Picco\| Arbitro: \| Merlino (Torre del Greco) \| |
| Arbitro:                              | Merlino (Torre del Greco) |       |         |                                                                 |

| Arbitro: | Fucci (Salerno) |

|                               |           |                     |
| Ferretti 26’ (aut.) Salvi 71’ | Marcatori | 85’ (rig.) Ferretti |

| Arbitro: | Trentalange (Torino) |

|                                |           |                         |
| Sigoli 59’ (aut.) Ferretti 71’ | Marcatori | 3’ Simone 70’ Cambiaghi |

| Arbitro: | Gargiulo (Napoli) |

|             |           |                         |
| Massara 62’ | Marcatori | 5’ Ferretti 63’ Telesio |

| La Spezia 15 maggio 1988 31ª giornata | Spezia          | 0 – 0 | Ancona | Stadio Alberto Picco\| Arbitro: \| Monni (Sassari) \| |
| Arbitro:                              | Monni (Sassari) |       |        |                                                       |

| Arbitro: | Boemo (Cervignano del Friuli) |

|              |           |  |
| Righetti 11’ | Marcatori |  |

| Arbitro: | Di Savino (Foggia) |

|             |           |               |
| Manarin 83’ | Marcatori | 51’ Torresani |

| Arbitro: | Mughetti (Cesena) |

|                                   |           |  |
| Brilli 40’ (aut.) A. Briaschi 86’ | Marcatori |  |

### Coppa Italia

#### Girone H
| Arbitro: | Cesari (Genova) |

|              |           |  |
| Peragine 18’ | Marcatori |  |

| Arbitro: | Leita (Udine) |

|                                        |           |               |
| Del Francia 8’ Rosati 28’ Guidugli 90’ | Marcatori | 73’ Spalletti |

| Arbitro: | Scaramuzza (Mestre) |

|                                                                                          |                      |                                                                                 |
| Antonucci Fiordisaggio Sacchetti Picasso Giua Sbravati Zaccagna Carli Montanari Vitaloni | Tiri di rigore 9 – 8 | Ferretti Pillon Peragine Borgo Spalletti Stabile Boggio Guerra Sommovigo Budoni |

| Arbitro: | Ceccarini (Livorno) |

|  |           |              |
|  | Marcatori | 39’ Galluzzo |

| Arbitro: | Bellotti (Saronno) |

|                          |           |  |
| Manarin 50’ Peragine 79’ | Marcatori |  |

| Arbitro: | Arcangeli (Terni) |

|             |           |  |
| Ferretti 3’ | Marcatori |  |

#### Sedicesimi di finale
| Arbitro: | Benazzoli (Bassano del Grappa) |

|                        |           |                            |
| Guerra 77’ Morucci 85’ | Marcatori | 64’ Mucciarelli 82’ Protti |

| Arbitro: | Zebellin (Bassano del Grappa) |

|                           |           |  |
| Protti 30’ Brandolini 59’ | Marcatori |  |